# مرز اودر–نایسه

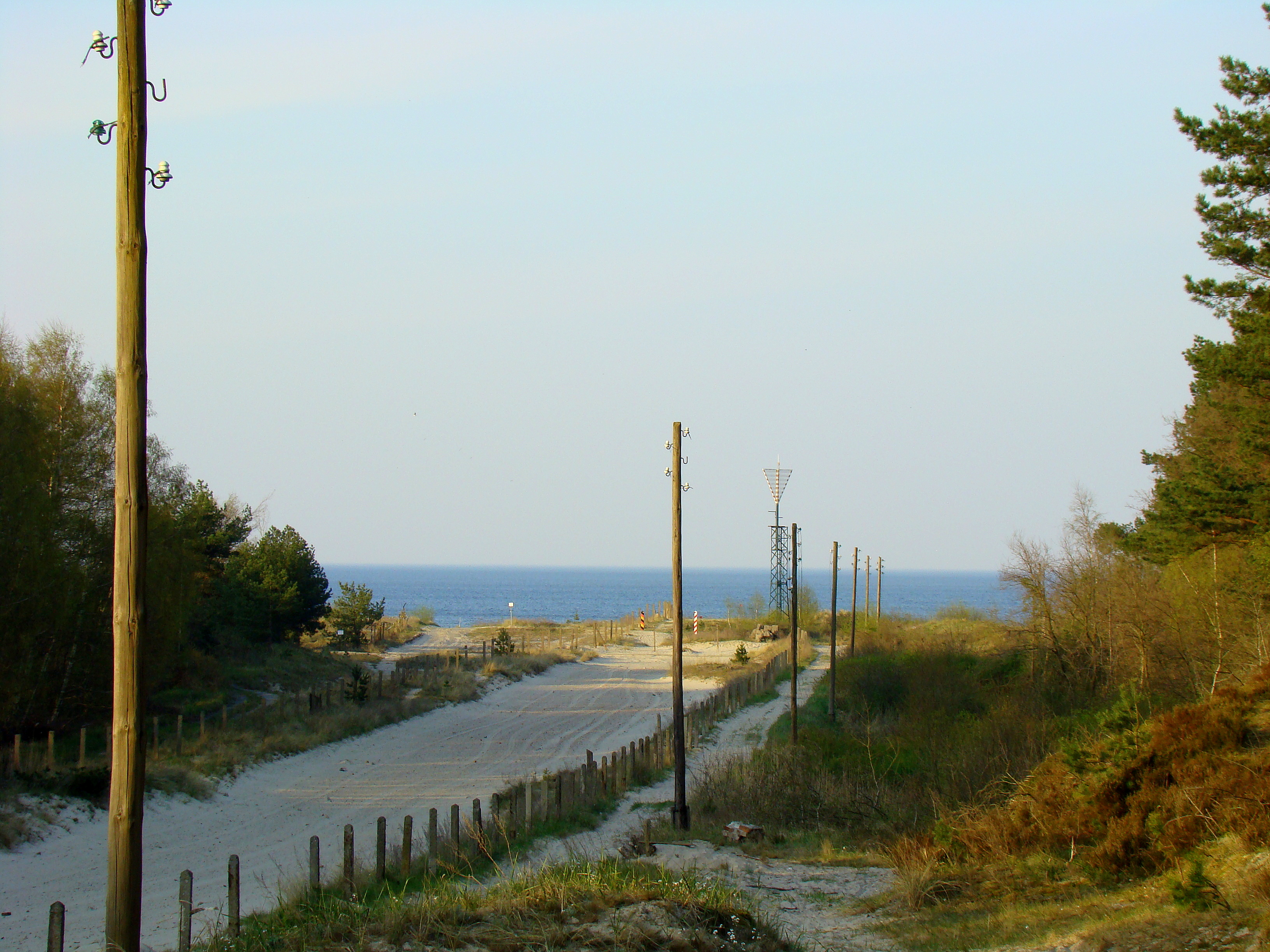
مرز اودر-نایسه شهر اوزدم.

مرز اودر-نایسه مرز بین‌المللی بین آلمان و لهستان است. این مرز از پسایندهای جنگ جهانی دوم است. رودهای اودر و لوسیشن نایسه عمده این مرز را تشکیل می‌دهند. این مرز در غرب دریای بالتیک به شهرهای بندری شچچین و اشوینواویشچه می‌رسد. پس از پایان جنگ جهانی دوم، بخش‌های واقع در شرق این مرز، میان لهستان و شوروی تقسیم شدند. اکثریت قریب به اتفاق جمعیت بومی آلمانی آن، در زمان جنگ جهانی دوم آنجا را تخلیه کردند، یا فرار کردند یا بزور از آنجا رانده شدند. اودر-نایسه از سال ۱۹۵۰ تا ۱۹۹۰ مرز آلمان شرقی و لهستان بود.
پس از اتحاد آلمان شرقی با آلمان غربی در سال ۱۹۹۰ میلادی، آلمان و لهستان پیمانی امضاء کردند و اودر-نایسه را به عنوان مرز خود مجدداً به رسمیت شناختند.